# Drei Lehren
In der chinesischen Philosophie werden die Drei Lehren als die drei großen, sich gegenseitig ergänzenden Lehren des Konfuzianismus, des Daoismus und des Buddhismus verstanden. Schriftliche Erwähnungen durch chinesische Gelehrte lassen sich hierzu bis in das 6. Jahrhundert datieren.
So verstand sich ein chinesischer Beamter in seiner Amtsausführung als Konfuzianer. Legte er Wert auf lebensverlängernde Maßnahmen, so war er Daoist, und starb jemand in der Familie, so konsultierte er einen buddhistischen Mönch, da die Buddhisten den besten Kontakt zum Jenseits hatten. 
Diese Haltung spiegelt sich in dem Satz eines chinesischen Kaisers der Ming-Dynastie wider: „Die Drei Lehren sind eins.“ (chinesisch 三教一。, Pinyin Sānjiào yī.) Dies ist allerdings auch vor dem Hintergrund zu verstehen, dass in der Ming-Zeit diese drei Lehren als orthodoxe Lehren mit dem Kaiser an der Spitze organisiert werden sollten, unter Ausgrenzung anderer Gruppen als heterodox und gefährlich.
Darüber hinausgehend haben sich die drei Lehren in China gegenseitig beeinflusst, befruchtet und ergänzt (siehe auch: Synkretismus). So ist der Chan-Buddhismus (siehe auch: japanisch Zen) aus der Auseinandersetzung des Daoismus und des Buddhismus entstanden. In die religiösen Vorstellungen des Neokonfuzianismus wurden Einflüsse aus Buddhismus und Daoismus übernommen. 
Der Daoismus entwickelte eine Schule, deren Ziel es war, die drei Lehren in die Schule der vollkommenen Wirklichkeit, Quanzhen, zu vereinigen.
Bisweilen werden sie als (angeblich) vereinheitlichte Religion unter der Bezeichnung Chinesischer Universismus beschrieben, die von dem Sinologen Jan Jakob Maria de Groot geprägt wurde. Im deutschen Raum war es Helmuth von Glasenapp, der mit seinem Werk Die 5 Weltreligionen den Begriff prägte und in seinem Werk einen vielschichtigen Ein- und Überblick über Eigenheiten und Unterschiede der drei Lehren bietet.